# Пассовер, Александр Яковлевич
Александр Яковлевич Пассовер (1841, Умань, Киевская губерния, Российская империя — 21 апреля 1910, Санкт-Петербург, Российская империя) — русский юрист, адвокат, судебный оратор.

## Биография
Родился 13 марта 1841 года в Умани в семье военного врача. Отец — Яков Николаевич Пассовер (1809—1864), иудейского вероисповедания, надворный советник, штаб-лекарь Киевско-Подольского военного поселения. Мать — Анна Бернардовна Абрагамсон, дочь врача и общественного деятеля Бернарда Яковлевича Абрагамсона.
В 1858 году окончил Одесскую 2-ю гимназию, а в 1861 году юридический факультет Московского университета; был оставлен при университете для подготовки к профессорскому званию. Ещё в студенческие годы опубликовал в «Московском обозрении» свою статью под заглавием «Рим и Иудея».
В 1863 году был командирован за границу на 2 года для изучения права в европейских университетах; слушал лекции в Гейдельбергском, Лейпцигском и Тюбингенском университетах.
После возвращения в Россию, сдал экзамен на степень магистра государственного права и в 1866 году был зачислен кандидатом на судебные должности при Московской судебной палате. Служил судебным следователем 8 участка Москвы, позже секретарём у прокурора Московской судебной палаты Д. А. Ровинского. В сентябре 1868 года был назначен товарищем прокурора Владимирского окружного суда, но вскоре, после трёх лет государственной службы оставил её ввиду отсутствия возможности дальнейшего карьерного роста из-за еврейского происхождения.

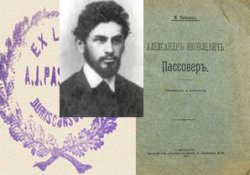
Слева направо: экслибрис А. Я. Пассовера, фото А. Я. Пассовера, обложка книги о А. Я. Пассовере М. М. Винавера

В 1869 году, выйдя в отставку, уехал к родственникам в Одессу, где в 1871 году был принят в число присяжных поверенных Одесского судебного округа. В 1873 году переехал в Петербург и 5 февраля 1874 года стал присяжным поверенным при Санкт-Петербургской судебной палате (проживал по Английской набережной, д. 40, кв.6.). Был членом Совета присяжных поверенных при Петербургской судебной палате до 1889 года, когда совет без ведома Пассовера напечатал данные о числе евреев среди присяжных поверенных.
А. Я. Пассовер специализировался по гражданским делам и лишь изредка брался за уголовные дела. Участвуя в ряде известных процессов, наряду с такими корифеями как Ф. Н. Плевако и Н. П. Карабчевский, Пассовер приобрёл всероссийскую известность.
Кроме этого, Пассовер участвовал и в политических процессах, в частности на процессе 193-х. Приглашался для защиты А. И. Ульянова по делу Террористической фракции партии «Народная воля», однако суд запретил участие Пассовера в процессе и назначил другого адвоката.
Речи Пассовера сочетали в себе научную основательность, интуитивный расчёт и безошибочное чувство меры. Карабчевский вспоминал о них «это не однообразное, хотя и искусное, соло виртуоза, а скорее исполнение пьесы целым оркестром в управлении гениального маэстро» (Карабчевский Н. П. Около правосудия). Адвокат Ф. Н. Плевако дал ему такую оценку: «это удивительный ум, пожалуй не русский, — он совсем не разбрасывается, не глядит по сторонам. Это ум, отточенный как бритва, пронизывающий беспощадно как раз то, что он хочет пронизать».
Наиболее известные дела
- 1877—1878 годы — Процесс 193-х
- 1881 — участвовал в защите Марка Афанасьевича Вальяно (брат Панагиса Валлианоса)
- 1887 год — приглашён защитником А. И. Ульянова, но судом было отказано. В конце концов, обвиняемый отказался от услуг защиты.
- 1909 год — защитник А. А. Лопухина по делу Азефа. Лопухин обвинялся в государственной измене — выдаче гостайны (раскрыл провокаторство Азефа в партии эсеров). Известно высказывание Пассовера:

Хороша же партия, в которой подобные субъекты [то есть Азеф] могут вращаться семнадцать лет!— [lib.ru/RUSSLIT/ALDANOW/azef.txt Очерк М. А. Алданова "Азеф"]
А. Я. Пассовер вёл достаточно замкнутый образ жизни, официально никогда не был женат и не имел детей, но состоял в гражданском браке с Софьей Семёновной Ивановой (1858—?), одной из первых выпускниц медицинского института в Петербурге, и имел дочь — Ольгу Александровну, во втором браке Извекову, математика, доцента электротехнического института связи имени Бонч-Бруевича. Прекрасный оратор, А. Я. Пассовер практически никогда не публиковал своих речей. В быту был большим оригиналом. Сохранилось лишь несколько его фотографий.
Умер 21 апреля (4 мая) 1910 года. Похоронен на Еврейском Преображенском кладбище.